# رینا ناگاشیما
رینا ناگاشیما (انگلیسی: Reina Nagashima؛ زادهٔ ۱۲ سپتامبر ۱۹۹۸) بازیکن فوتبال اهل ژاپن است.